# Lepturges batesi
Lepturges batesi es una especie de escarabajo longicornio del género Lepturges, categorizada en la tribu Acanthocinini, de la subfamilia Lamiinae. Fue descrita por Monné M. A. & al. en 2016.

## Descripción
Mide 7-9,5 mm de longitud.

## Distribución
Se distribuye por Argentina, Bolivia y Brasil.